# 의학사전

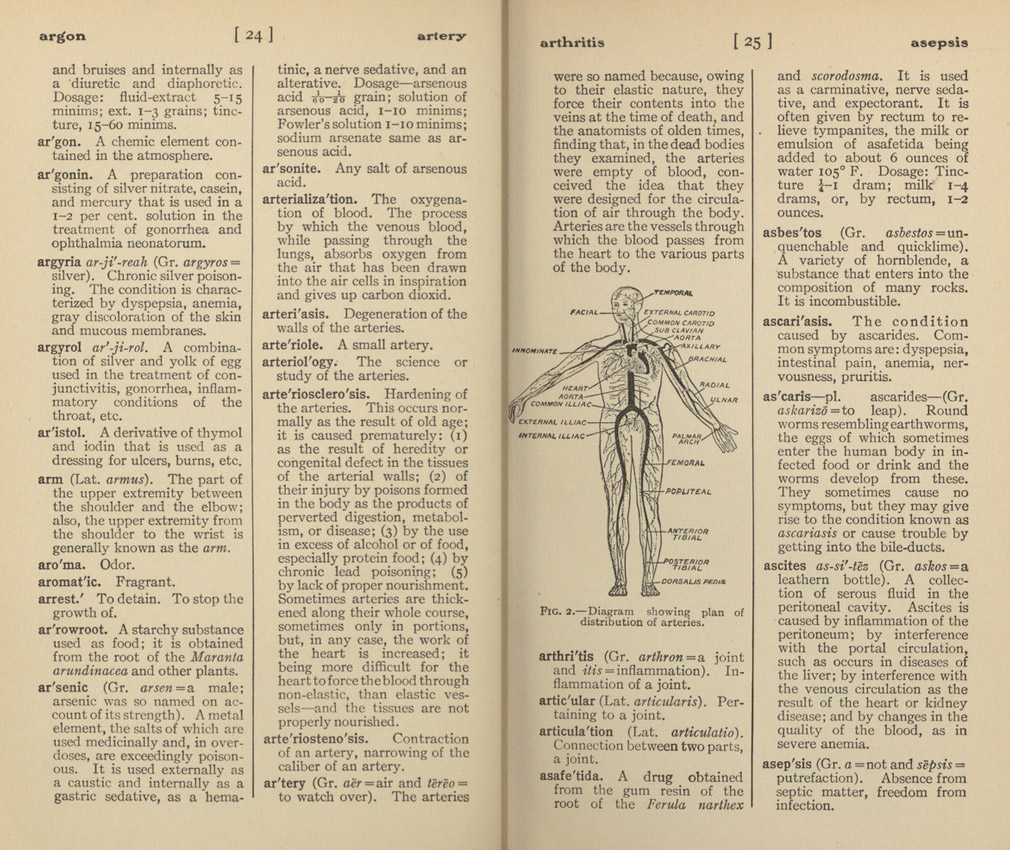
에이미 포프의 《간호사를 위한 의학사전》 (1914년)의 내용의 일부

의학사전(醫學辭典, 영어: medical dictionary)은 의학에서 사용되는 단어들을 모아 놓은 어휘 목록이다. 미국의 4대 의학사전은 모스비 의학, 간호 및 보건 전문 사전, 스테드먼 의학사전, 테이버 백과사전식 의학사전, 돌란드 의학사전이다. 다른 중요한 의학 사전은 엘스비어에서 배포한다. 의학사전에는 다양한 사용자 그룹에 맞게 콘텐츠가 조정된 여러 버전이 있는 경우가 많다. 예를 들어 스테드먼 콘사이스 의학사전과 돌란드 의학사전은 일반 용도 및 관련 건강 관리용인 반면, 전문 버전은 의대생, 의사, 의료 전문가가 사용하는 참고 자료이다. 의학사전은 일반적으로 인쇄물, 온라인 또는 개인용 컴퓨터와 스마트폰용으로 다운로드가 가능한 소프트웨어 패키지로 제공된다.

## 같이 보기
- 의료 분류
- 의학 용어
- 의학 용어의 어근, 접두사 및 접미사 목록